# Albert Victoire Despret
Pour les articles homonymes, voir Despret.
Albert Victoire Despret de la Marlière, né le 23 octobre 1745 à Anor, mort à Anor (Nord) le 18 décembre 1825, est un général de brigade de la Révolution française.

## Biographie
Il est né le 23 octobre 1745 dans le domaine familial d'Anor, près d'Avesnes, dans le Hainaut français, au sein d'une importante famille de maîtres de forge (e.a. Forges d'Anor) et de verreries. Il est le fils de Jean-François Despret de la Marlière et de Marie Isabelle d’Arche de Tromcourt, maîtres de forges. Son frère aîné, Pierre-Ignace Despret de La Marlière (1744-1805), est élu député du Tiers-Etat, représentant le baillage d'Avesnes, aux États-Généraux de 1789.

## États de service
En 1764, il entre au service dans le régiment d'Orléans-Dragons. Il s'attache aux gendarmes de la garde en 1767. Le 12 octobre 1772, il est nommé capitaine attaché aux Troupes légères. Il passe en cette qualité au Régiment des Chasseurs des Cévennes le 8 avril 1779. Le 26 mai 1788, il est fait capitaine au 10e Régiment des Chasseurs à Cheval. Il reçoit la croix de Chevalier de l'Ordre royal et militaire de Saint-Louis le 3 avril 1791, puis est fait lieutenant-colonel chef d'escadron du 8e régiment de chasseurs à cheval, alors stationné à Arras, le 5 février 1792.
Il devient colonel du même régiment le 26 octobre 1792, puis général de brigade le 20 juillet 1794.
Il participe à la campagne de Pologne de 1769 à 1772, où il est blessé au château de Cracovie qu'il prend avec une quarantaine d'hommes en s'y introduisant de nuit par les égouts, puis participe aux premières campagnes de la Révolution française de 1792 à 1797.
Il prend sa retraite en 1801. Il est député du Nord au Corps législatif de 1805 à 1810.
Il meurt à Anor le 18 décembre 1825 et y est inhumé. Son tombeau est toujours visible au cimetière municipal (caveau de la famille Despret).